# SoftEther VPN
SoftEther VPN（ソフトイーサ・ブイピーエヌ）は、筑波大学の研究プロジェクトとして開発されているL2-VPNソフトウェアである。ソフトイーサの主力製品であるPacketiX VPN 4.0をベースに一部機能を制限し、2013年7月にフリーウェアとして公開された。UT-VPNの後継プロジェクトとして、ソースコードが公開されている。

## 概要
基本機能などは上記を参照のこと。

## 関連ソフトウェア
SoftEther 1.0 / SoftEther CA
SoftEther 1.0は、ソフトイーサ社の代表取締役を務める登大遊が個人で開発し、2003年に公開されたソフトウェア。ソフトイーサ社の名称の由来にもなり、PacketiX VPNを開発するきっかけとなった。商用版にSoftEther CAがある。
PacketiX VPN
PacketiX VPNは、L2-VPNを実現するソフトウェアのブランドで、登大遊を中心としたソフトイーサ社が開発・販売を行っている。初版はSoftEther 1.0の後継ソフトウェアとして、SoftEther VPN 2.0の名称で開発が進められたが、後にPacketiX VPN 2.0の名前でリリースされた。
UT-VPN
University of Tsukuba Virtual Private Network（UT-VPN）は、ソフトイーサ社と筑波大学を中心としたオープンソースプロジェクトの中で開発された、L2-VPNソフトウェアで、実質的にPacketiX VPN 3.0をベースとした機能制限版に当たる。
PacketiX VPN 4.0のリリースと共に、本項で述べるSoftEther VPNが発表され、UT-VPNプロジェクトはSoftEther VPNプロジェクトに移行した。

### 互換性
SoftEther 1.0及びSoftEther CAで利用されたプロトコルは、それ以降のSoftEther関連ソフトウェアと互換性がない。
PacketiX VPN 2.0以降のソフトウェアが採用するPacketiX VPN プロトコル又はSoftEther VPNプロトコルは相互に互換性があり、本ソフトウェアとも接続が可能である。

## 各種項目
関係項目
- SoftEther
- 登大遊
  - SoftEther 1.0
- ソフトイーサ
  - PacketiX VPN
- 筑波大学
  - UT-VPN

関連項目
- Virtual Private Network（VPN）
- OpenVPN